# Túrirtovány
Túrirtovány (1899-ig Porubka, szlovákul Porúbka) község Szlovákiában, a Zsolnai kerületben, a Zsolnai járásban.

## Fekvése
Zsolnától 6 km-re délre található.

## Története
Neve a szlovák porúbka (= irtás) főnévből származik, előtagja az egykori Túr település szomszédságára utal.
A települést 1362-ben „Poruba” alakban említik először, amikor a zsolnalitvai uradalomhoz tartozott. 1439-től a 18. századig Sztrecsény várának uradalmához tartozott. 1439-ben „Porubka”, 1508-ban „Porwbka”, 1598-ban „Porubka” alakban szerepel a korabeli forrásokban. A Praznovszky és Egresdy családok birtoka volt. 1598-ban 7 ház állt a településen. 1720-ban 8 adózója volt. 1784-ben a Podhradek majorral együtt 20 házában 22 családban 175 lakos élt.
A 18. század végén Vályi András így ír róla: „PORUBKA. Tót falu Trentsén Vármegyében, földes Ura Hg. Eszterházy Uraság, lakosai katolikusok, ’s másfélék is, fekszik Túron alól Bitsiczához nem meszsze, mellynek filiája, határja is hozzá hasonlító.”
1828-ban 23 háza és 255 lakosa volt. Lakói állattartással, fafeldolgozással foglalkoztak. Később a mezőgazdaság került előtérbe.
Fényes Elek 1851-ben kiadott geográfiai szótárában így ír a faluról: „Porubka, tót falu, Trencsén vmegyében, Bittsicza filial., 240 kath., 2 zsidó lak. F. u. h. Eszterházy. Ut. p. Zsolna.”
1899-ben megépült a Zsolna-Rajec vasútvonal, melynek Túrirtovány egyik állomása lett. A trianoni békéig Trencsén vármegye Zsolnai járásához tartozott.
A háború után a falu faházait téglaházakká építették át. 1930-ban 59 ház volt a községben 402 lakossal. A II. világháború után épült meg a kultúrház és a harangláb is, melyet kápolnaként használnak. 1960-ban Litvalucskával egyesítették. Lakosságának maximumát 1961-ben érte el 504 lakossal. 1990 óta újra önálló község.

## Népessége
| Év:            | 1994. | 2004.   | 2014.   | 2024.    |
| -------------- | ----- | ------- | ------- | -------- |
| Emberek száma: | 446   | 455     | 466     | 519      |
| Eltérés:       |       | +2,01 % | +2,41 % | +11,37 % |

| Év:            | 2023. | 2024.   |
| -------------- | ----- | ------- |
| Emberek száma: | 529   | 519     |
| Eltérés:       |       | -1,89 % |

1910-ben 387, túlnyomórészt szlovák lakosa volt.
2001-ben 454 lakosából 450 szlovák volt.
2011-ben 440 lakosából 383 szlovák volt.